# Sein Lwin
Ne doit pas être confondu avec Sein Win.
Sein Lwin est un nom birman ; les principes des noms et prénoms ne s'appliquent pas ; U et Daw sont des titres de respect.
Sein Lwin, né en 1923 et mort le 9 avril ou le 12 août 2004, est un militaire et homme d'État birman qui fut brièvement président de la Birmanie durant le soulèvement prodémocratique de 1988.

## Biographie
Sein Lwin s'engagea dans l'armée en 1943, et en 1944 rejoignit le 4e fusillier birman de Ne Win. Il aurait tué personnellement le commandant rebelle Karen Saw Ba Oo Gyi.
Nommé général de brigade, Sein Lwin conserva la réputation d'homme de main de Ne Win. Il fut un des responsables du massacre de l'université de Rangoun du 7 juillet 1962, où 130 étudiants protestant contre la coup d'État de Ne Win furent tués, et le bâtiment de l'Union des étudiants dynamité le lendemain. Aung Gyi, Tin Pe (en) et lui-même étaient les officiers responsables, et on ignore qui exactement a donné les ordres.
Sein Lwin, commandant des forces anti-émeute (Lon Htein), eut à nouveau affaire à des mouvements étudiants au cours du soulèvement prodémocratique de 1988. Le 16 mars, après la mort de deux d'entre eux, les étudiants de Rangoon défilant sur Prome Road rencontrèrent la police anti-émeute près du lac Inya : beaucoup furent battus à mort ou noyés. Le lendemain, la police anti-émeute entra sur le campus de l'université de Rangoon et arrêta des centaines d'étudiants. 41 moururent en garde à vue.
Comme l'agitation ne cessait de croître, une grève générale fut annoncée pour le 8 août 1988. Ne Win démissionna de la présidence du Parti du programme socialiste de Birmanie le 23 juillet, et Sein Lwin le remplaça à ce poste le 26. Il remplaça aussi San Yu à la présidence du pays le lendemain.
Sein Lwin appliqua la menace qu'avait fait Ne Win dans son discours de démission : « Quand l'armée tire, elle tire pour tuer. » Il déclara immédiatement la loi martiale et le 8 août, il fit ouvrir le feu sur les manifestants désarmés, en blessant et en tuant des centaines. Les manifestations, les tueries et les arrestations continuèrent les jours suivants, et Sein Lwin démissionna le 12 août.
Le State Law and Order Restoration Council (SLORC) créé peu après par le général Saw Maung, prit le pouvoir le 18 septembre 1988. Au cours des années suivantes, la junte fournit à Sein Lwin une garde, une pension, plusieurs véhicules et des rations alimentaires mensuelles. Cependant, après la chute de son mentor Ne Win en mars 2002, ces avantages lui furent retirés.
Le journal gouvernemental Myanma Ahlin a annoncé le 12 avril 2004 sa mort à Rangoon, sans en préciser les causes.